# Распутин (опера Риза)
Распутин (англ. Rasputin) — опера в двух актах композитора Джея Риза, написанная по заказу Нью-Йорк Сити Оперы и поставленная на её сцене в 1988 году. В 2008 году Геликон-Опера поставила оперу в переводе на русский язык, выполненном Валентиной Смирновой и Анной Булычёвой.

## Сюжет

### Первый акт
На собрании секты хлыстов происходит спор Распутина и монаха Илиодора. Следует оргия, в процессе которой Распутин просит Бога поразить его если он не прав. Сектанты провозглашают Распутина Спасителем.
Бал в честь вступления Российской империи в Первую мировую. Феликс Юсупов и Дмитрий Павлович обсуждают слухи о Распутине. Появляются царь Николай и царица, затем Распутин. Распутин успокаивает волнение на улице.
Царь и царица в семейном кругу. У царевича Алексея кровотечение, которое не может остановить доктор. Появляется Распутин и кровотечение останавливается.
Распутин один, демонстрирует радость от своей власти над правящей семьёй.

### Второй акт
Феликс Юсупов в женской одежде выступает в кабаре. После выступления к нему является Сокольский. От отчаяния что Распутин выгнал его из дворца Сокольский убивает себя из пистолета.
Во время оргии в квартиру Распутина врывается Феликс Юсупов и видит там свою жену. Распутин гипнозом подчиняет себе Юсупова.
Парадный зал Зимнего дворца. Сцена с участием Распутина, царицы, царя, Феликса Юсупова.
Дворец Юсупова. Сцена убийства Распутина.
Сцена расстрела царской семьи.

## Премьера в Геликон-Опере
Премьера состоялась 1 октября 2008 года. Режиссёр-постановщик: Дмитрий Бертман; Дирижёр: Александр Бригер; художники-постановщики: Игорь Нежный, Татьяна Тулубьева; художник по свету: Дамир Исмагилов; хормейстер: Евгений Ильин; балетмейстер: Эдвальд Смирнов.